# Lamprecht der Pfaffe
Pour les articles homonymes, voir Lamprecht.
Lamprecht der Pfaffe (le prêtre) est un poète allemand de la région de Cologne. Il compose dans la seconde moitié du XIIe siècle un poème sur la vie d'Alexandre le Grand, l'Alexander lied, (La chanson d'Alexandre) écrit en francique occidental.
Lamprecht déclare s'être conformé fidèlement au récit d'un poète de langue romane, Elberich von Bisenzum. Cet écrivain inconnu dont nous n'avons qu'un fragment pourrait être le pseudo-Callisthène, auteur du Roman d'Alexandre. Le poème de Lamprecht nous est parvenu par trois manuscrits. Le plus ancien et le plus court, conservé à Vorau (Autriche) est écrit vers 1155 et compte 1527 vers. Celui de Strasbourg date de 1187, mais a été détruit en 1870. Le troisième, conservé à Bâle est du XVe siècle. Les trois versions présentent des différences notables.